# 槎头车辆段
槎头车辆段是广州地铁12号线的车辆基地，位于白云区石井街道凰岗村，临近珠江西航道。2025年6月29日随着12号线西段开通而启用，目前用作12号线西段的车辆基地。车辆段与东南侧的西洲站接轨。

## 简介
槎头车辆段占地面积约23.6万平方米，负责12号线配属列车的停放、月检、双周检任务，承担本车辆段配属列车的列检、洗刷清扫等日常维护、保养维修任务。
槎头车辆段预留了上盖物业开发条件，紧邻车辆段的13号线凰岗站将作为配套车站。

## 历史
槎头车辆段于2020年7月开始主体结构施工，2021年3月开始盖体梁板施工。
2021年9月，段内维修运转楼封顶，2024年1月初段内全部盖板封顶，12月初通过土建施工验收。
2024年12月底，车辆段完成热滑试验及“三权”移交。
2025年6月29日，随着12号线西段开通而启用。